# Премия «Спутник» за лучший актёрский состав в телесериале
Премия «Спутник» за лучший актёрский состав в телесериале, присуждаемая Международной пресс-академией, вручается с 2000 года. В этой категории премии «Спутник» нет номинантов, а только единственный лауреат. В 2002—2004, 2008 и в 2010—2011 годах премия в данной номинации не вручалась.

## Лауреаты и номинанты
В расположенных ниже таблицах находятся названия лауреатов премии «Спутник» за лучший актёрский состав в телесериале.

### 2000-е
| Год                   | Название сериала                   | Оригинальное название сериала | Канал                   | Прим.                   |
| --------------------- | ---------------------------------- | ----------------------------- | ----------------------- | ----------------------- |
| 2000 (5-я церемония)  | «Западное крыло»                   | The West Wing                 | NBC                     | [ 1 ]                   |
| 2001 (6-я церемония)  | «Баффи — истребительница вампиров» | Buffy the Vampire Slayer      | The WB                  | [ 2 ]                   |
| 2002 (7-я церемония)  | Номинация отсутствовала            | Номинация отсутствовала       | Номинация отсутствовала | Номинация отсутствовала |
| 2003 (8-я церемония)  | Номинация отсутствовала            | Номинация отсутствовала       | Номинация отсутствовала | Номинация отсутствовала |
| 2004 (9-я церемония)  | Номинация отсутствовала            | Номинация отсутствовала       | Номинация отсутствовала | Номинация отсутствовала |
| 2005 (10-я церемония) | «Спаси меня»                       | Rescue Me                     | FX                      | [ 3 ]                   |
| 2006 (11-я церемония) | «Анатомия страсти»                 | Grey’s Anatomy                | ABC                     | [ 4 ]                   |
| 2007 (12-я церемония) | «Безумцы»                          | Mad Men                       | AMC                     | [ 5 ]                   |
| 2008 (13-я церемония) | Номинация отсутствовала            | Номинация отсутствовала       | Номинация отсутствовала | Номинация отсутствовала |
| 2009 (14-я церемония) | «Настоящая кровь»                  | True Blood                    | HBO                     | [ 6 ]                   |

### 2010-е
| Год                    | Название сериала                                             | Оригинальное название сериала       | Канал                   | Прим.                   |
| ---------------------- | ------------------------------------------------------------ | ----------------------------------- | ----------------------- | ----------------------- |
| 2010 (15-я церемония)  | Номинация отсутствовала                                      | Номинация отсутствовала             | Номинация отсутствовала | Номинация отсутствовала |
| 2011 (16-я церемония)  | Номинация отсутствовала                                      | Номинация отсутствовала             | Номинация отсутствовала | Номинация отсутствовала |
| 2012 (17-я церемония)  | «Ходячие мертвецы»                                           | The Walking Dead                    | AMC                     | [ 7 ]                   |
| 2013 (18-я церемония)  | «Оранжевый — хит сезона»                                     | Orange Is the New Black             | Netflix                 | [ 8 ]                   |
| 2014 (19-я церемония)  | «Больница Никербокер»                                        | The Knick                           | Cinemax                 | [ 9 ]                   |
| 2015 (20-я церемония)  | «Американское преступление»                                  | American Crime                      | ABC                     | [ 10 ]                  |
| 2016 (21-я церемония)  | «Чужестранка»                                                | Outlander                           | Starz                   | [ 11 ]                  |
| 2017 (22-я церемония)  | «Полдарк»                                                    | Poldark                             | BBC One                 | [ 12 ]                  |
| 2018 (23-ая церемония) | «Убийство Джанни Версаче: Американская история преступлений» | The Assassination of Gianni Versace | FX                      | [ 13 ]                  |
| 2019 (24-я церемония)  | «Наследники»                                                 | Succession                          | HBO                     | [ 14 ]                  |

### 2020-е
| Год                   | Название сериала                            | Оригинальное название сериала                | Канал    | Прим.         |
| --------------------- | ------------------------------------------- | -------------------------------------------- | -------- | ------------- |
| 2020 (25-я церемония) | «Птица доброго Господа»                     | The Good Lord Bird                           | Showtime | [ 15 ] [ 16 ] |
| 2021 (26-я церемония) | «Наследники»                                | Succession                                   | HBO      | [ 17 ]        |
| 2022 (27-я церемония) | «Время побеждать: Расцвет династии Лейкерс» | Winning Time: The Rise of the Lakers Dynasty | HBO      | [ 18 ]        |
| 2023 (28-я церемония) | «Наследники»                                | Succession                                   | HBO      | [ 19 ]        |
| 2024 (29-я церемония) | «Вражда: Капоте против лебедей»             | Feud: Capote vs. The Swans                   | FX       | [ 20 ]        |